# Traînou
Traînou és un municipi francès, situat al departament del Loiret i a la regió de Centre – Vall del Loira. L'any 2007 tenia 3.042 habitants.

## Demografia

### Població
El 2007 la població de fet de Traînou era de 3.042 persones. Hi havia 1.052 famílies, de les quals 150 eren unipersonals (63 homes vivint sols i 87 dones vivint soles), 344 parelles sense fills, 495 parelles amb fills i 63 famílies monoparentals amb fills.
La població ha evolucionat segons el següent gràfic:
Habitants censats

### Habitatges
El 2007 hi havia 1.149 habitatges, 1.069 eren l'habitatge principal de la família, 23 eren segones residències i 57 estaven desocupats. 1.103 eren cases i 44 eren apartaments. Dels 1.069 habitatges principals, 930 estaven ocupats pels seus propietaris, 129 estaven llogats i ocupats pels llogaters i 11 estaven cedits a títol gratuït; 1 tenia una cambra, 27 en tenien dues, 87 en tenien tres, 266 en tenien quatre i 688 en tenien cinc o més. 943 habitatges disposaven pel capbaix d'una plaça de pàrquing. A 315 habitatges hi havia un automòbil i a 715 n'hi havia dos o més.

### Piràmide de població
La piràmide de població per edats i sexe el 2009 era:
| Homes | Edats   | Dones |
| ----- | ------- | ----- |
| 0     | 95 o +  | 0     |
| 8     | 90 a 94 | 4     |
| 4     | 85 a 89 | 16    |
| 8     | 80 a 84 | 12    |
| 24    | 75 a 79 | 16    |
| 44    | 70 a 74 | 28    |
| 32    | 65 a 69 | 52    |
| 52    | 60 a 64 | 36    |
| 64    | 55 a 59 | 52    |
| 124   | 50 a 54 | 108   |
| 140   | 45 a 49 | 124   |
| 96    | 40 a 44 | 148   |
| 128   | 35 a 39 | 100   |
| 84    | 30 a 34 | 104   |
| 68    | 25 a 29 | 72    |
| 96    | 20 a 24 | 52    |
| 160   | 15 a 19 | 104   |
| 136   | 10 a 14 | 116   |
| 132   | 5 a 9   | 76    |
| 60    | 0 a 4   | 96    |

## Economia
El 2007 la població en edat de treballar era de 2.050 persones, 1.550 eren actives i 500 eren inactives. De les 1.550 persones actives 1.459 estaven ocupades (759 homes i 700 dones) i 92 estaven aturades (45 homes i 47 dones). De les 500 persones inactives 193 estaven jubilades, 195 estaven estudiant i 112 estaven classificades com a «altres inactius».

### Ingressos
El 2009 a Traînou hi havia 1.109 unitats fiscals que integraven 3.183,5 persones, la mediana anual d'ingressos fiscals per persona era de 20.652 €.

### Activitats econòmiques
Dels 97 establiments que hi havia el 2007, 1 era d'una empresa extractiva, 3 d'empreses alimentàries, 6 d'empreses de fabricació d'altres productes industrials, 27 d'empreses de construcció, 16 d'empreses de comerç i reparació d'automòbils, 5 d'empreses de transport, 3 d'empreses d'hostatgeria i restauració, 4 d'empreses d'informació i comunicació, 4 d'empreses financeres, 5 d'empreses immobiliàries, 7 d'empreses de serveis, 8 d'entitats de l'administració pública i 8 d'empreses classificades com a «altres activitats de serveis».
Dels 34 establiments de servei als particulars que hi havia el 2009, 1 era una oficina de correu, 1 una oficina bancària, 4 tallers de reparació d'automòbils i de material agrícola, 1 autoescola, 3 paletes, 3 guixaires pintors, 2 fusteries, 5 lampisteries, 6 electricistes, 2 empreses de construcció, 2 perruqueries, 2 restaurants, 1 agència immobiliària i 1 saló de bellesa.
Dels 5 establiments comercials que hi havia el 2009, 1 era un hipermercat, 1 una botiga de menys de 120 m², 2 carnisseries i 1 una joieria.
L'any 2000 a Traînou hi havia 24 explotacions agrícoles que ocupaven un total de 1.144 hectàrees.

## Equipaments sanitaris i escolars
L'únic equipament sanitari que hi havia el 2009 era una farmàcia.
El 2009 hi havia 1 escola maternal i 1 escola elemental. Traînou disposava d'un col·legi d'educació secundària amb 439 alumnes.

## Poblacions més properes
El següent diagrama mostra les poblacions més properes.